# Ortotipografia
L'ortotipografia o ortografia tipogràfica és el tractat o conjunt de regles, normes, usos i convencions per les quals es regeix la confecció d'un imprès mitjançant recursos o signes tipogràfics específics.
L'ortotipografia s'encarrega d'estudiar la combinació de l'ortografia i la tipografia, i especifica la forma en la qual la primera s'aplica a obres impreses. En l'actualitat, a causa del fet que normalment s'escriu amb l'ús de tipus en programes de tractament de textos, de maquetació i de composició, l'ortotipografia s'ha convertit en un punt essencial.
Segons Martínez de Sousa, de la mateixa manera que l'ortografia s'ocupa de les regles bàsiques de l'escriptura, l'ortotipografia o ortografia tipogràfica és el «conjunt de regles per les quals es regeix la confecció d'un imprès mitjançant recursos o signes tipogràfics». L'ortotipografia es fixa especialment en les famílies i estils de lletres, l'aplicació de la rodona, cursiva, negreta, versaleta, ampla i estreta, superíndex i subíndex, etc. També abasta la correcta escriptura de notes al peu i cites bibliogràfiques, «cites textuals, obres, obres teatrals, fórmules, títols, subtítols i altres aspectes bibliogràfics i tipogràfics que van més enllà de la simple escriptura del text general».
Si l'«ortografia» és el conjunt de normes que regulen l'escriptura d'una llengua i la «tipografia» és l'art de crear i combinar tipus, és a dir, lletres d'impremta, per a produir llibres, revistes, fullets, pàgines web, etc., l'«ortotipografia» s'ocupa d'estudiar la combinació de l'ortografia i la tipografia i concreta la forma en què la primera s'aplica a obres impreses. L'ortotipografia és, eminentment, una disciplina de tipus pràctic, la qual cosa implica que, partint de l'ortografia, el disseny editorial i els mitjans tècnics, l'ortotipògraf haurà de prendre, en cada cas de manera específica, decisions perquè totes aquestes peces encaixin en benefici de la comunicació escrita.